# Illa Prescott
L'illa Prescott és una de les illes àrtiques canadenques deshabitades del territori de Nunavut. L'illa està situada al Peel Sound, entre l'illa del Príncep de Gal·les i l'illa Somerset.
Té forma ovalada, amb una superfície de 412 km2 i un perímetre de 87 km. Juntament amb altres quatre illes més petites (Binstead, Lock, Pandora i Vivian), creen una barrera a l'entrada de la badia Browne, a l'est de l'illa del Príncep de Gal·les.